# Julien Levy
Julien Levy (* 22. Januar 1906 in New York; † 10. Februar 1981 in New Haven, Connecticut) war ein bekannter amerikanischer  Kunsthändler, Galerist und Kunstsammler, der mit seiner von ihm 1931 gegründeten und bis 1949 bestehenden Julien Levy Gallery die surrealistische Kunst sowie künstlerische Fotografie und Experimentalfilme förderte.

## Leben und Wirken
Der in New York geborene Levy studierte in Harvard bei Paul J. Sachs. Zu seinen Mitstudenten gehörten beispielsweise Alfred Barr, James Thrall Soby und Philip Johnson. Jedoch gab er sein Studium ohne Abschluss auf, zog 1927 nach Paris, wo er Freundschaft schloss mit Man Ray, Marcel Duchamp, Berenice Abbott – Man Rays frühere Assistentin – und Eugène Atget, der noch im selben Jahr starb. In Paris lernte er auch seine zukünftige Frau Joella Haweis, die Tochter von Mina Loy, kennen.
Nach drei Jahren in Paris zog Levy zurück nach New York und beschloss, Kunsthändler zu werden. Zusammen mit Abbott zeigte er eine Ausstellung von Atgets Fotografien an der Weyhe Gallery, in der er kurzzeitig als Assistent arbeitete. Wenig später bot er als Mitbesitzer die Fotografien dem Museum of Modern Art vergeblich an; erst 1969 erfolgte der Ankauf durch das Museum.
Im November 1931 eröffnete er seine eigene Galerie in der 602 Madison Avenue in Manhattan; die Gründung wurde ermöglicht durch eine Erbschaft, die er von seiner Mutter erhalten hatte. Fotoausstellungen zeigten die Werke seines Freundes und Mentors Alfred Stieglitz sowie die von Atget, Nadar und Henri Cartier-Bresson. Da der Handel mit Fotografien allein nicht auskömmlich war, dehnte Levy den Fokus seiner Ausstellungen auf surrealistische Werke aus und zeigte am 29. Januar 1932 die Ausstellung Surrealism Paintings, Drawings and Photographs mit Werken von Pablo Picasso, Max Ernst, Joseph Cornell und Marcel Duchamp, ein Höhepunkt war Salvador Dalís Gemälde The Persistence of Memory (kurzzeitig in Levys Besitz). Es war die erste Ausstellung des Surrealismus in New York. 1933 fand die erste Ausstellung der Fotografin Lee Miller statt, und 1934 zeigte er Skulpturen von Alberto Giacometti. Luis  Buñuels Film Un chien andalou sowie Joseph Cornells Rose Hobart/Tristes Tropiques hatten ihre amerikanische Premiere in Levys Galerie.
1937 bezog die Galerie neue Räume in der 15 East 57th Street, wo Levy die erste Einzelausstellung der mexikanischen Künstlerin Frida Kahlo zeigte; sie lief vom 1. bis 15. November 1938. Von 1943 bis zur Schließung der Galerie im Jahr 1949 war ihr Standort in der 42 East 57th Street. 1944 hatte Max Ernsts Frau Dorothea Tanning hier eine Einzelausstellung; 1945 folgte Arshile Gorkys Einzelausstellung.
Nach Schließung der Galerie zog sich Levy auf eine Farm in Connecticut zurück und unterrichtete später am Sarah Lawrence College und der State University of New York at Purchase. Er starb 1981. Levy war dreimal verheiratet; seine zweite Frau war Muriel Streeter, die dritte Jean Farley McLaughlin. Aus der ersten Ehe stammen drei Söhne.

## Gedächtnisausstellungen
1998 fand eine Gedächtnisausstellung mit dem Titel Julien Levy: Portrait of an Art Gallery in der Equitable Gallery in New York statt, auf der von Levy ausgestellte Kunstwerke erneut zu sehen waren. 2006 folgte die Ausstellung Dreaming in Black and White: Photography at the Julien Levy Gallery im Philadelphia Museum of Art anlässlich seines 100. Geburtstags, die eine umfassende Präsentation der Fotosammlung des Galeristen bot.

## Veröffentlichungen (Auswahl)
- Arshile Gorky. Abrams, New York 1966
- Memoir of an Art Gallery, Putnam’s, New York 1977; Neuausgabe Museum of Fine Arts, Boston 2003, ISBN 0-87846-653-3
- Surrealism, Black Sun Press 1936; Neuausgabe Da Capo Press, New York 1995, ISBN 0-306-80663-0